# Народный комиссариат просвещения БССР
Наро́дный комиссариа́т просвеще́ния БССР (бел. Народны камісарыят асветы БССР; сокр. Наркомпрос БССР) — орган государственной власти БССР, контролировавший в 1920—1930-х годах практически все культурно-гуманитарные сферы: образование, науку, библиотечное дело, книгоиздательство, музеи, театры и кино, клубы, парки культуры и отдыха, охрану памятников архитектуры и культуры, творческие объединения, международные культурные связи и другое.

## Руководители (Народные комиссары)
1. Фрумкина, Мария Яковлевна (1920)
2. Игнатовский, Всеволод Макарович (1920—1926)
3. Балицкий, Антон Васильевич (1926—1929[1])
4. Платун, Антон Мартынович (1929[1]—1933)
5. Чернушевич, Александр Аникеевич (1933—1936)
6. Дьяков, Ананий Иванович (1936—1937)
7. Воронченко, Александр Авксентьевич (1937)
8. Пивоваров, Владимир Иванович (1937—1938)
9. Уралова, Евдокия Ильинична (1938—1946)